# Real Enfermaria de Edimburgo
A Real Enfermaria de Edimburgo foi estabelecido em 1729 e é o hospital voluntário mais antigo da Escócia. Os novos edifícios de 1879 foram aclamados como o maior hospital voluntária no Reino Unido, e mais tarde do Império. É o local de ensino de medicina clínica, bem como um hospital-escola da Escola de Medicina da Universidade de Edimburgo. Segundo a Saga Healthcare Survey, a Real Enfermaria de Edimburgo é o melhor hospital na Escócia. Ele é atualmente gerido pela NHS Lothian.

## Fundação e história inicial
John Munro, presidente da Incorporação de Cirurgiões, em 1712, pôs em marcha um projeto de criação de um "Seminário de Educação Médica", em Edimburgo, dos quais um hospital geral era parte integrante. Seu filho, Alexander Monro primus, pelo então Professor de Anatomia, circulou um panfleto anônimo em 1721 sobre a necessidade e a vantagem de construir um hospital para os doentes pobres. Em 1725 o Colégio Real de Médicos de Edimburgo escreveu para os detentores de ações da Companhia de Pesca, que estava prestes a ser dissolvida, o que sugere que eles atribuem suas ações com a finalidade de tal hospital. Outros doadores incluirão muitos cidadãos ricos, a maioria dos médicos e vários cirurgiões, numerosas paróquias de Igrejas da Escócia (a pedido de sua Assembléia) e as casas de reuniões episcopais em Edimburgo. A comissão criada pelos doadores arrendaram "uma casa de pequeno aluguel" perto do Colégio da Universidade há 19 anos.